# Efferia kelloggi
Efferia kelloggi är en tvåvingeart som beskrevs av Wilcox 1966. Efferia kelloggi ingår i släktet Efferia och familjen rovflugor. Inga underarter finns listade i Catalogue of Life.